# Anatole Kanyenkiko
Anatole Kanyenkiko (ur. 1952 w Mwumbie) – burundyjski polityk i inżynier, dwukrotnie minister, w latach 1992–1993 mer Bużumbury, w latach 1994–1995 premier Burundi. Jego rządy przypadły na czas najkrwawszych walk etnicznych w kraju.

## Życiorys
Należy do grupy etnicznej Tutsi, pochodzi z prowincji Ngozi. Ukończył szkołę średnią w mieście Ngozi, od 1972 do 1977 studiował elektromechanikę, elektrotechnikę i automatykę na Uniwersytecie w Caen.
Od 1979 do 1980 uczył przedmiotów technicznych w liceum w Charbourgu. Po powrocie do kraju pracował od 1980 do 1983 w REGIDESO jako inżynier przy budowie elektrowni wodnych i od 1983 do 1987 jako szef departamentu elektryfikacji. Od 1987 do 1992 był dyrektorem generalnym przedsiębiorstwa usług komunalnych SETEMU, obsługującego m.in. budowę dróg i oświetlenia. Zaangażował się także w budowę oczyszczalni ścieków i rynku w Bużumburze; od listopada 1992 do lipca 1993 był także jej merem. Następnie przeszedł na fotel ministra robót publicznych i wyposażenia. Od 7 lutego 1994 do 22 lutego 1995 piastował stanowisko premiera z ramienia Unii na rzecz Postępu Narodowego, uchodząc za polityka umiarkowanego. Później objął funkcję ministra środowiska (pełnił ją w 2008).